# Stanisław Samostrzelnik
Stanisław Samostrzelnik était un moine cistercien, artiste-peintre et enlumineur polonais de la Renaissance de l’époque  Jagellonne. Il est l'un des premiers peintres polonais identifiés de manière individuelle. Il a réalisé de nombreuses fresques dans des églises du sud de la Pologne dont le monastère de Mogila ainsi que des enluminures.

## Biographie
Samostrzelnik est entré dans le monastère cistercien de Mogiła où il réalisa des manuscrits illustrés. Il peint les voûtes du monastère en 1506 sous Stanislaus Claratumbensis. Il vécut ensuite en dehors du monastère et travailla pour le compte de la famille Szydłowiecki. Il séjourne en Hongrie en 1514 et à Vienne en 1515 où il est influencé par divers artistes de l’époque. En 1532, il retourne à Mogiła (Cracovie) où il fonde son propre atelier. Il produisit le livre de prières du roi Sigismond Ier et de la reine Bona Sforza, et divers travaux pour l'évêque Piotr Tomicki.

## Œuvres
- portrait de l'évêque Piotr Tomicki

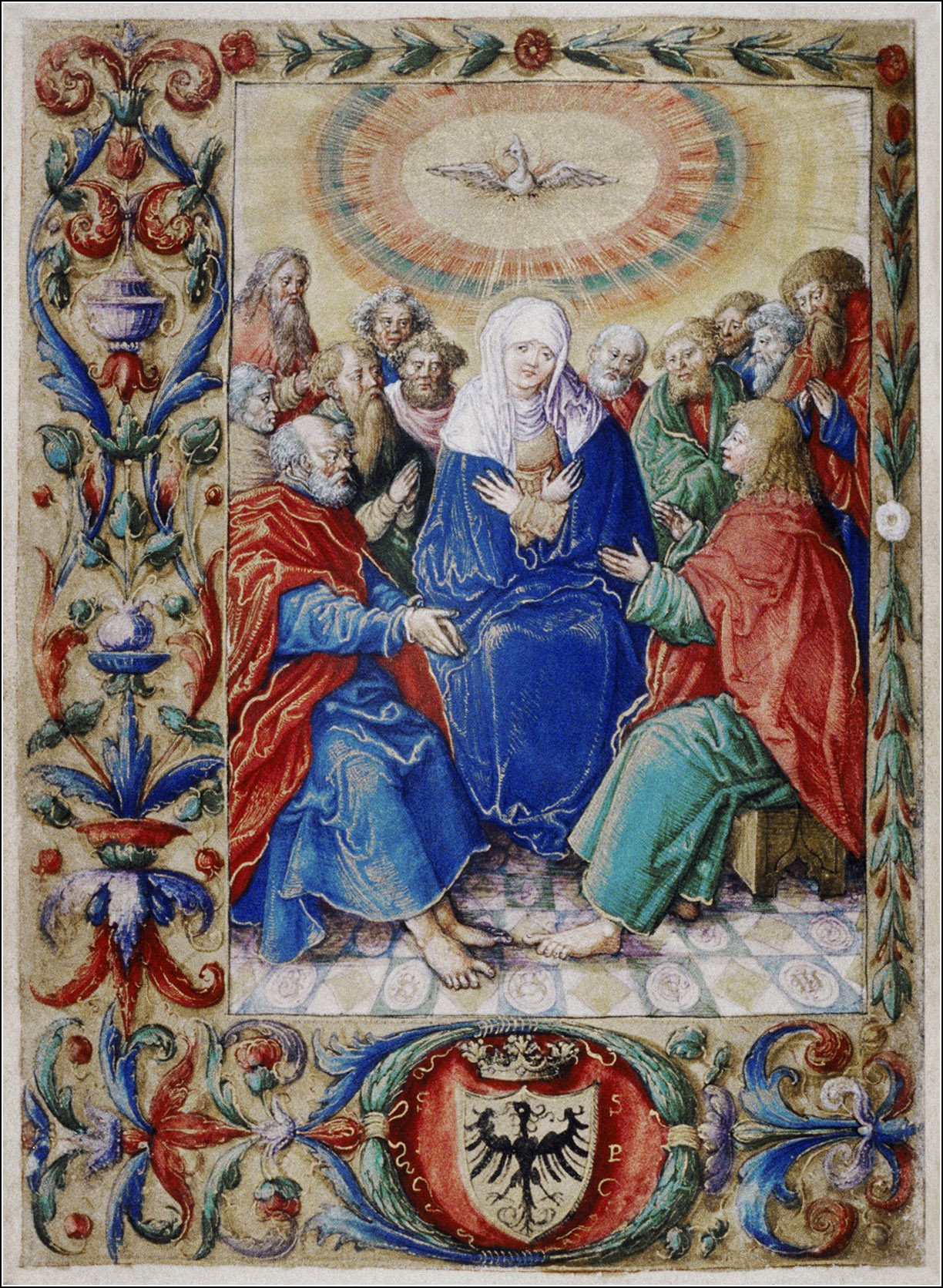
Heures de Bona Sforza, bibliothèque Bodléienne.

- Enluminures du livre de prières de Sigismond I (1524),
- Enluminures du livre de prières la reine Bona Sforza (1527)